# Wang Čao-kuo
Wang Čao-kuo (čínsky pchin-jinem Wáng Zhàoguó, znaky zjednodušené 王兆国, tradiční 王兆國; * 14. července 1941) je bývalý čínský komunistický politik. V 80. letech pracoval v předních funkcích v centrálním aparátu Komunistické strany Číny, jako spolupracovník generálního tajemníka Chu Jao-panga byl  však roku 1987 z Pekingu odsunut do provincie Fu-ťien. Začátkem 90. let se do centrálních orgánů vrátil, a sice jako vedoucí oddělení jednotné fronty ÚV KS Číny (1992–2002) a místopředseda celostátního výboru Čínského lidového politického poradního shromáždění (1993–2003), následně jako člen politbyra (2002–2012), předseda  Všečínské federace odborů (2002–2013) a první místopředseda stálého výboru Všečínského shromáždění lidových zástupců (2003–2013).

## Život
Wang Čao-kuo se narodil roku 1941 v okrese Feng-žun (dnes v prefektuře Tchang-šan) v provincii Che-pej; roku 1965 vstoupil do Komunistické strany Číny. Absolvoval Charbinský technologický institut jako inženýr specializující se na turbíny. Od roku 1968 pracoval v automobilce v Čchang-čchunu (První automobilová továrna) v provincii Ťi-lin, později přešel do Druhé automobilové továrny ve Wu-chanu. Angažoval se v Komunistickém svazu mládeže Číny, od roku 1979 byl v automobilce náměstkem ředitele a tajemníkem stranické organizace.
Roku 1982 si ho všiml Teng Siao-pching a přeložil ho do Pekingu na post prvního tajemníka Komunistického svazu mládeže Číny, téhož roku byl Wang Čao-kuo na XII. sjezdu KS Číny zvolen členem ústředního výboru (znovuzvolen i na následujících sjezdech v letech 1987, 1992, 1997, 2002 a 2007). V dubnu 1984 přešel do stranického aparátu na místo vedoucího Hlavní kanceláře ÚV KS Číny a při reorganizaci stranického vedení v září 1985 se stal i tajemníkem sekretariátu ÚV. V dubnu 1986 ho ve vedení Hlavní kanceláře nahradil Wen Ťia-pao, zůstal však v sekretariátu do funkčního období (tedy do XIII. sjezdu KS Číny v říjnu/listopadu 1987.
Roku 1987 byl přeložen do provincie Fu-ťien, kde od září 1987 do listopadu 1990 pracoval jako úřadující a pak řádný guvernér Fu-ťienu (a zástupce tajemníka provinčního výboru KS Číny). Zjevné ponížení bylo zřejmě součástí série opatření namířených proti spolupracovníkům a podporovatelům Chu Jao-panga (generální tajemník ÚV KS Číny v 80. letech, odvolaný v lednu 1987). 
Od roku 1990 kariéra Wang Čao-kuo opět pokračovala vzestupně, když byl jmenován ředitelem Kanceláře Státní rady pro záležitosti Tchaj-wanu (do 1996; roku 1991 se stal i vedoucím Kanceláře ÚV pro práci týkající se Tchaj-wanu). V prosinci 1992 převzal vedení oddělení jednotné fronty ÚV KS Číny a v březnu následujícího roku byl zvolen místopředsedou celostátního výboru Čínského lidového politického poradního shromáždění. V oddělení jednotné fronty a lidovém politickém poradním shromáždění pracoval dvě volební období, do prosince 2002, resp. března 2003.
Po XVI. sjezdu KS Číny v listopadu 2002 byl zvolen členem politbyra, v prosinci 2002 byl zvolen předsedou Všečínské federace odborů a v březnu 2003 vyměnil funkci v lidovém politickém poradním shromáždění za úřad prvního místopředsedy stálého výboru Všečínského shromáždění lidových zástupců (parlamentu). Členství v politbyru, předsednictví odborů i funkci prvního místopředsedy parlamentu podržel dvě funkční období, do listopadu 2012 (politbyro), resp. března 2013 (odbory a parlament).
V březnu 2013 odešel z politického života. S manželkou Kao Siou-c’ má syna Wang Sin-lianga.